# Niemcza (stacja kolejowa)
Niemcza – stacja kolejowa w Niemczy, w Polsce, w województwie dolnośląskim, w powiecie dzierżoniowskim, czynna w latach 1884–1996.